# Мазероль, Алексис Жозеф
Алексис Жозеф Мазероль (Мазеролль; фр. Alexis-Joseph Mazerolle; 29 июня 1826[…], Париж — 29 мая 1889, Париж) — французский художник-академист.

## Биография
Родился в 1826 году в Париже в семье ремесленника. Учился сперва в так называемой Консерватории искусств и ремесел, а затем — живописи, в мастерских у Пьера Дюпюи и Шарля Глейра. Дебютировал на Парижском салоне в 1847 году с картиной «Старуха и двое слуг», и в дальнейшем выставлялся там регулярно. Был удостоен трёх медалей Салона третьей степени — в 1857, 1859 и 1861 годах.
Помимо станковой живописи, много работал как художник-декоратор. Участвовал в росписи важных общественных зданий (старое здание Парижской консерватории («Девять муз»), театр Водевиль (потолочный плафон), театр Ла Монне в Брюсселе, театр в Баден-Бадене).
В 1870 году стал кавалером, а в 1879 году офицером ордена Почётного легиона (за потолочный плафон для главного зала Комеди Франсез). Плафоны в Комеди Франсез и театре Ла Монне Мазероль выполнил не маслом, а полузабытой в его время в Европе темперой. Для здания Оперы Гарнье он создал эскизы восьми шпалер с аллегорическими женскими фигурами, которые были выполнены на Мануфактуре гобеленов в 1873—1874 годах.
В конце 1880-х годов получил заказ на огромную панорамную настенную картину для здания Парижской торговой биржи. Привлёк себе в помощь целый ряд художников, но скончался в 1889 году, не завершив создание композиции. Его сменил Клерен, и получившуюся работу сегодня по-прежнему можно увидеть под потолком Биржи, в 2020-е годы превращённой в музей.
Мазероль был женат и имел двух сыновей — Луи и Фернана.
Среди его многочисленных учеников выделялись Гийом Дюбюф и Эдуар Россе-Гранже.
Сегодня работы Мазероля хранятся в собраниях различных музеев Франции.

## Галерея

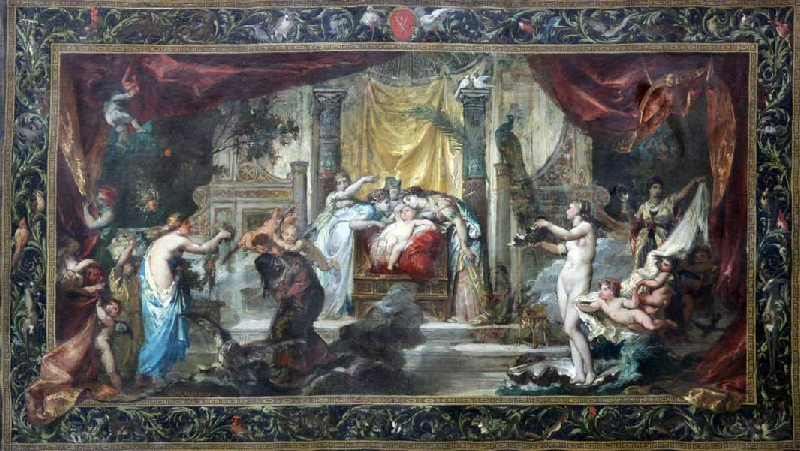
Шпалера «Крестница фей», Государственный Эрмитаж, Санкт-Петербург
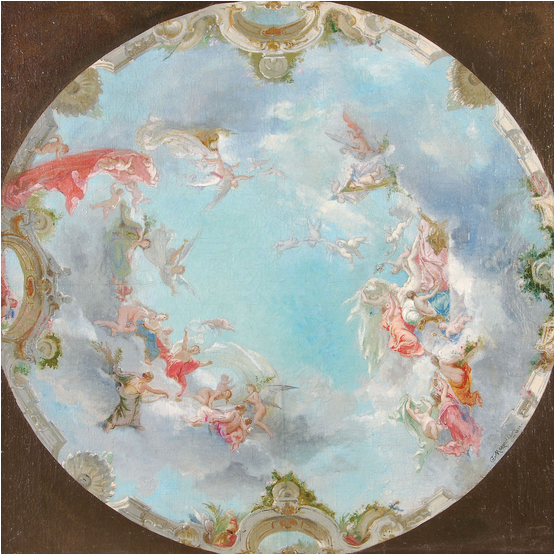
Эскиз потолочного плафона, 1862
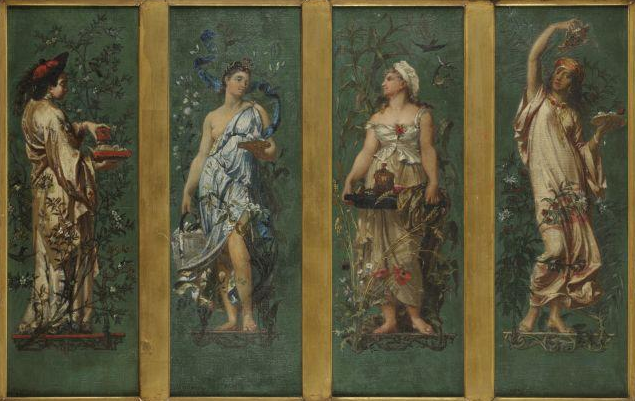
Эскизы аллегорических шпалер для Опера Гарнье, 1872
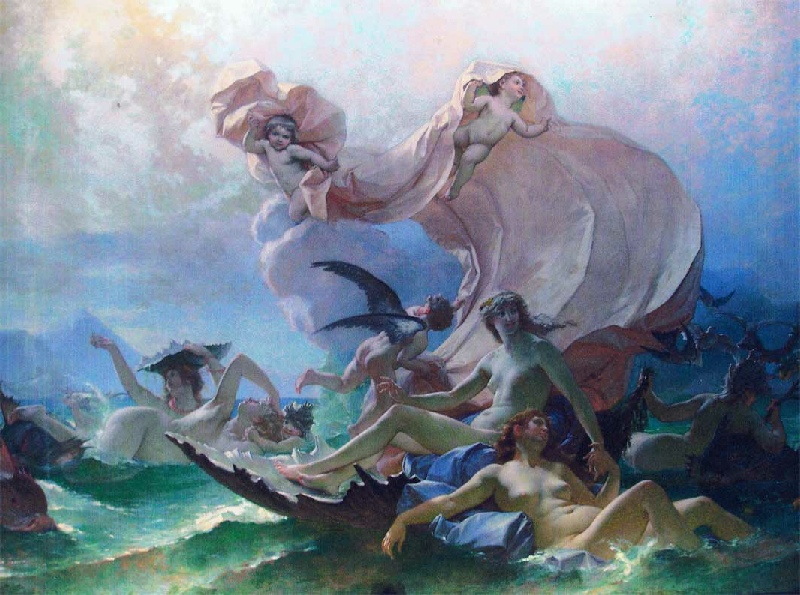
Венера морская, 1882
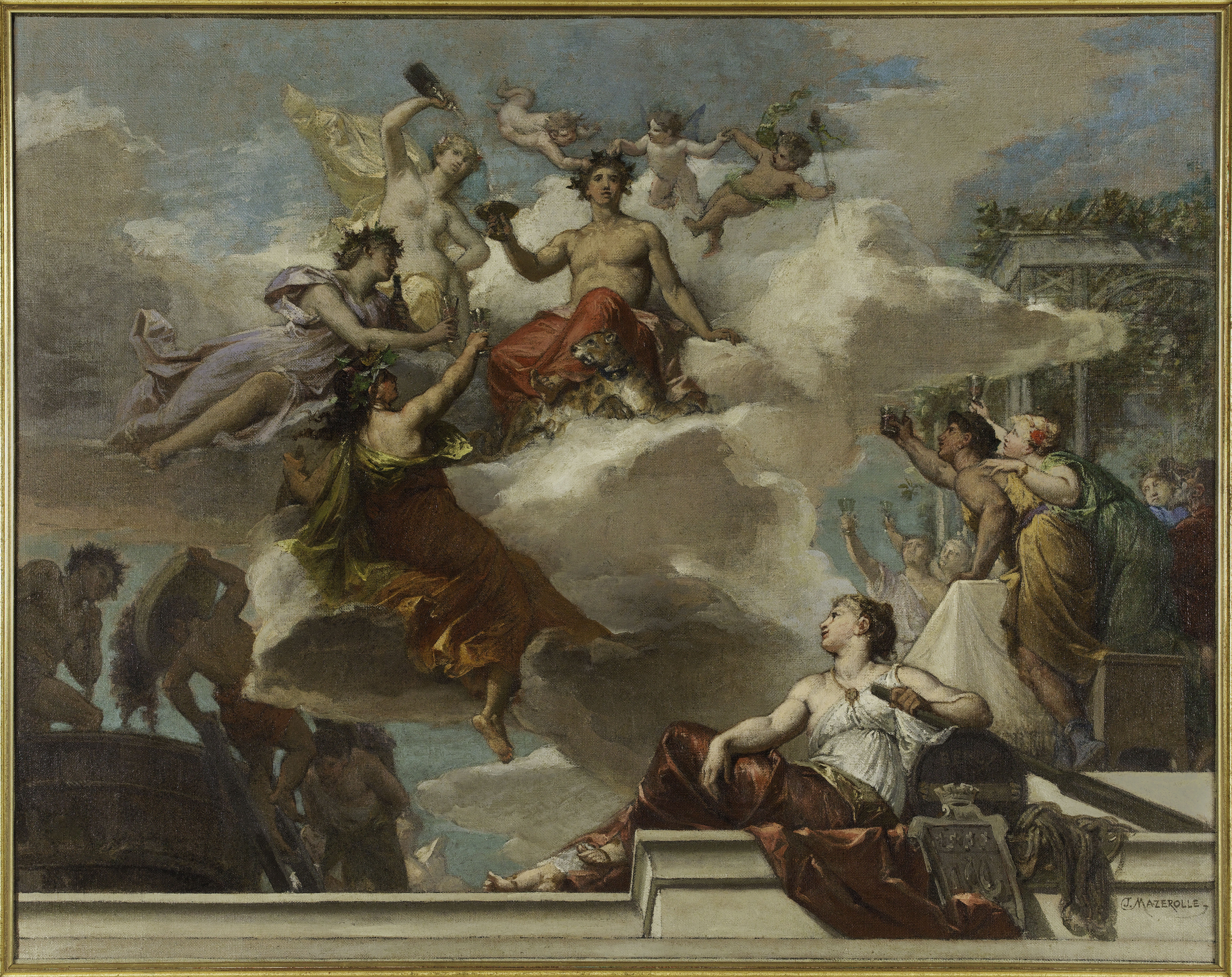
Триумф Вакха (эскиз росписи), 1880, Городской музей изящных искусств Парижа
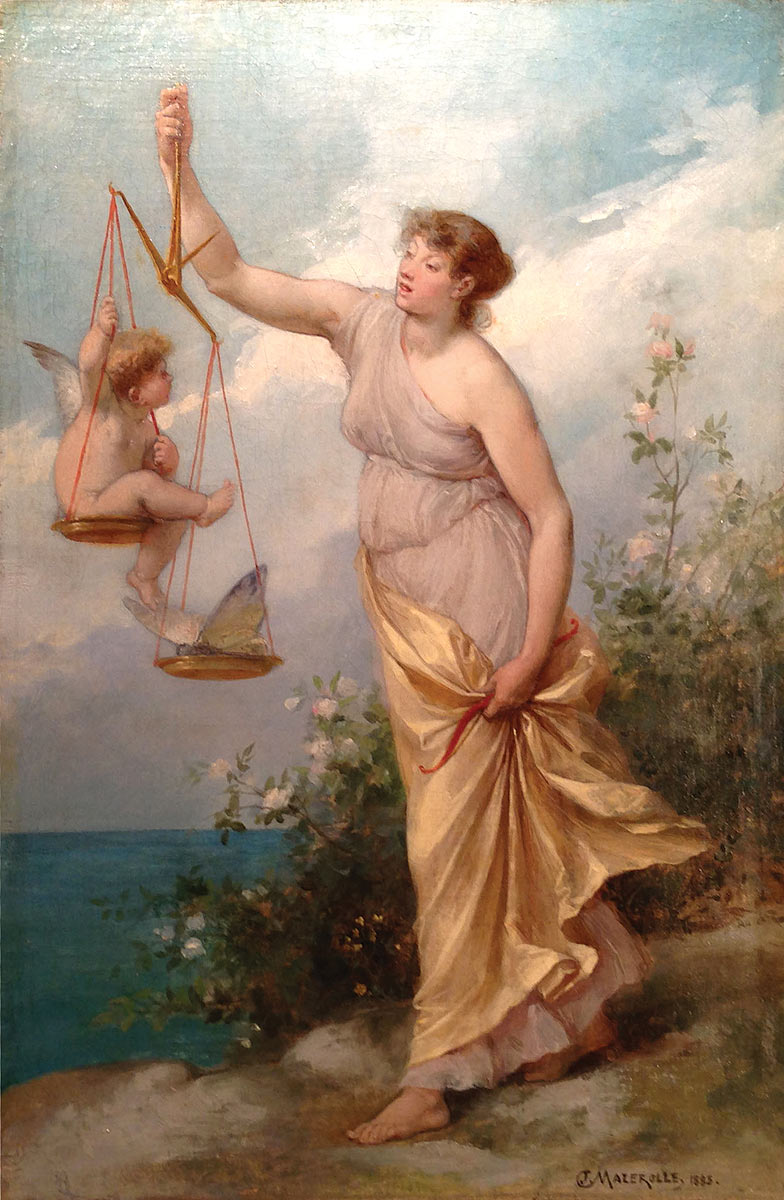
Аллегория любви, 1883
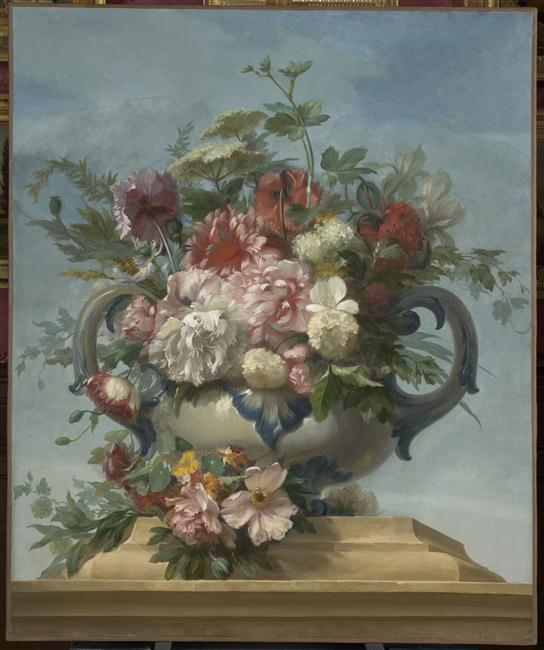
Ваза с цветами (одна из четырёх картин серии), ок. 1858, Музей Конде
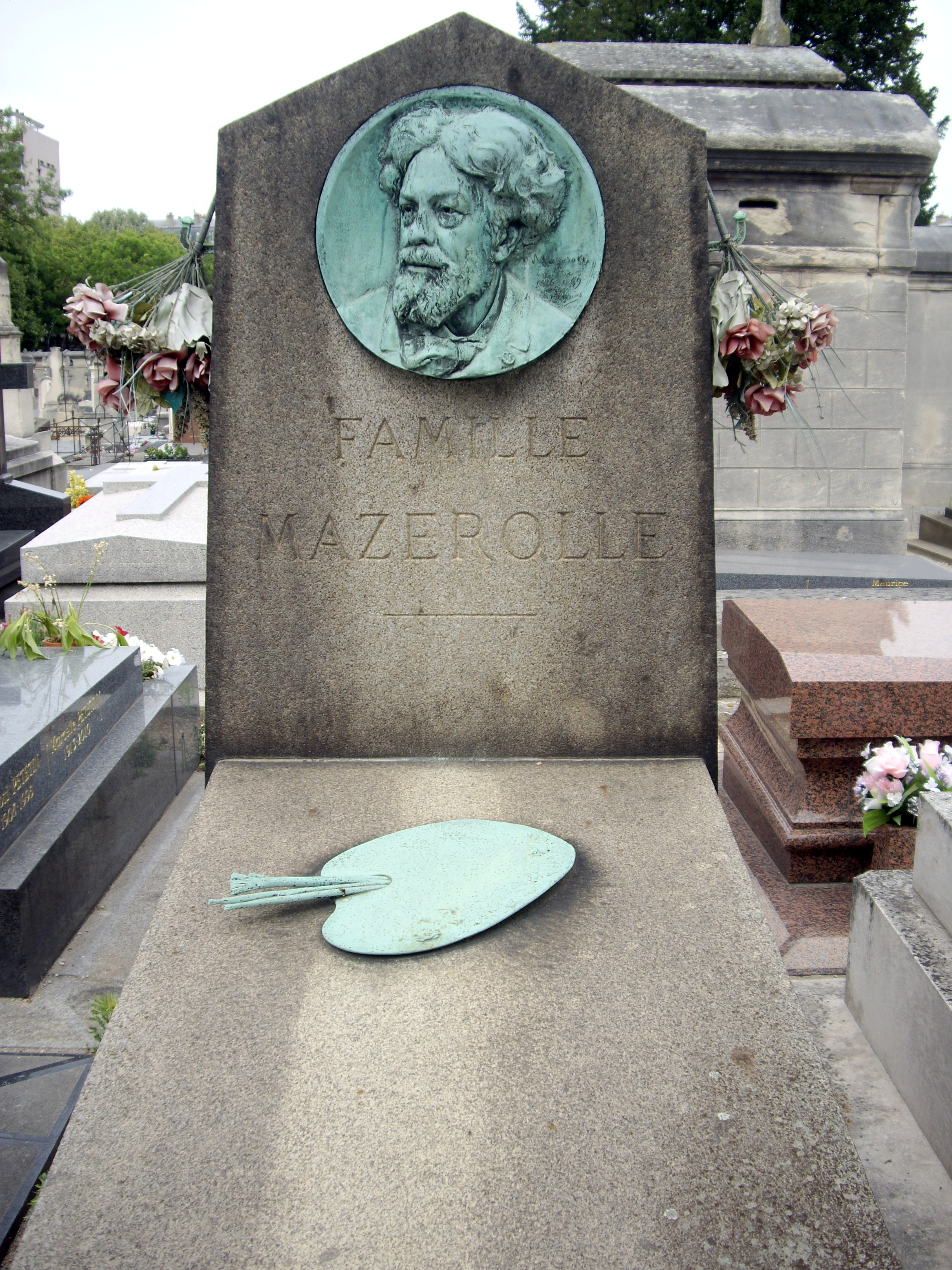
Надгробие художника Мазероля на кладбище Монпарнас